# Magyarhermány

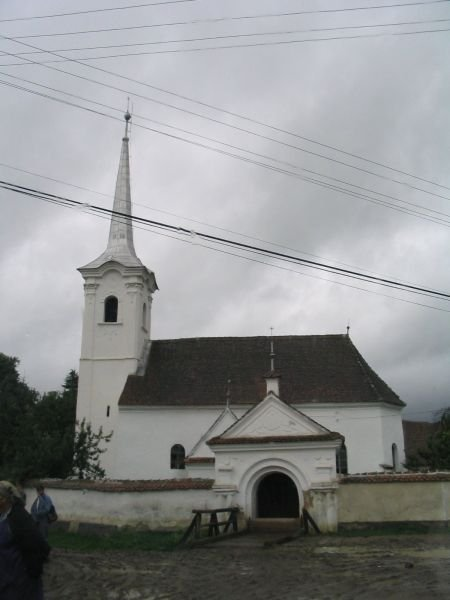
Református templom

Magyarhermány (románul: Herculian, németül: Hermansdorf) falu Romániában, Kovászna megyében. Közigazgatásilag Nagybaconhoz tartozik.

## Fekvése
Sepsiszentgyörgytől 30 km-re északra, a Hargita aljában, a Barót vize felső folyása mellett fekszik.

## Nevének eredete
A falu valószínűleg borvizeiről kapta a nevét és neve az ’’érmány’’ főnévből változott hermánnyá.

## Története
1401-ben említik először. 1910-ben 1178 magyar lakosa volt. A trianoni békeszerződésig Udvarhely vármegye Homoródi járásához tartozott. 1992-ben 1047 lakosából 877 magyar, 100 cigány és 70 román volt.
A református templom szomszédságában egy ortodox templom áll, melyet a falu magyar gazdáival építtetett fel a két világháború közti román hatalom. Hívei nincsenek. A második világháború idején a helybéliek ökrökkel lehúzatták a tornyait, ezzel fejezve ki véleményüket a trianoni békeszerződésről valamint a román uralomról.
A református templom kertjében található három emlékmű. Egy az 1848-as forradalom, valamint egy-egy az első illetve a második világháború helyi áldozatainak szentelve.
Napjainkban a falu lakossága mezőgazdasággal foglalkozik, abból próbálják előteremteni a mindennapit.

## Látnivalók
Református temploma 15. századi eredetű, 1776-ban átépítették. Tornya 1742-ben épült.

## Híres emberek
- Itt született 1884. szeptember 30-án Bartalis Sándor politikus
- Itt született 1898-ban Máthé János helytörténész, etnográfus. Monográfiáját László Márton adta közre. A kötet címe: Máthé János. Magyarhermány kronológiája (1944–1964). Pro-Print Könyvkiadó, Csíkszereda, 2008.